# Gio Paolo Bombarda

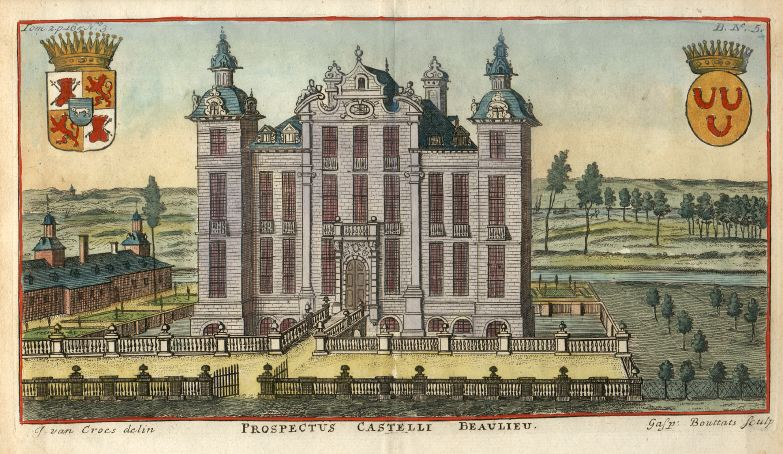
Le château de Beaulieu, residenza di Bombarda
(incisione di Jacques Harrewyn)

Gio Paolo Bombarda (Roma, 1650 ? – Parigi, 6 dicembre 1712) è stato un musicista italiano, consigliere e tesoriere di Massimiliano Emanuele di Baviera, è stato il fondatore del Théâtre de la Monnaie a Bruxelles.

## Biografia
Musicista, consconsigliere e tesoriere di Massimiliano Emanuele di Baviera a Monaco, venne ingaggiato dall'orchestra di corte nel 1680 e nel 1686 sposò la figlia del compositore Ercole Bernabei. Quando il principe elettore di Baviera divenne Governatore dei Paesi Bassi spagnoli nel 1692, Bombarda lo accompagnò a Bruxelles e divenne suo emissario presso i banchieri francesi e olandesi. Nel 1693, sposò in seconde nozze ad Amsterdam, la figlia del banchiere di Anversa Cloots. Nel 1694, Bombarda e Pietro Antonio Fiocco presero la gestione del teatro Opéra du Quai au Foin che mantennero per tre anni.
Dopo il bombardamento di Bruxelles del 1695, da parte delle truppe francesi di Luigi XIV, Massimiliano Emanuele ordinò a Bombarda la costruzione di un teatro nel cuore di Bruxelles. Il Théâtre de la Monnaie fu inaugurato nel novembre del 1700.
Abile finanziere, Bombarda venne messo a capo dell'Académie royale de musique di Parigi nel 1703, dal direttore Jean-Nicolas de Francine che non era riuscito a portare fuori dai problemi finanziari l'istituzione.
Lasciando il servizio presso l'elettore di Baviera, Bombarda s'insediò a Parigi con la famiglia nel 1705, in un palazzo di rue d'Argenteuil, non lontano dal Palais-Royal, dove morì nel 1712.
Sua figlia, Anne-Marie-Pauline (1697-1719), sposò Jean-Jacques Amelot de Chaillou nel 1716, e suo figlio Pierre-Paul (1698-1783), conosciuto come Bombarde de Beaulieu, sposò nel 1718 la figlia di  Madame Doublet.
| Controllo di autorità | VIAF (EN) 301159474047727660758 · BAV 495/358925 · Europeana agent/base/29201 |